# Deipnosophistae

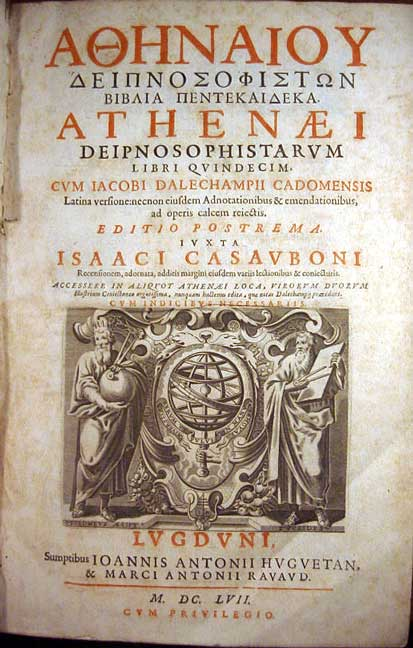
Voorpagina van Isaac Casaubons editie van de Deipnosophistae uit 1657 met de Griekse tekst en een vertaling in het Latijn.

Deipnosophistae, 1535

Deipnosophistae (Oudgrieks: Δειπνοσοφισταί, "Tafelgeleerden", ook wel vertaald als "Geleerden aan tafel") is een geschrift van Athenaeus van Naucratis (rond 200 n.Chr.).
Het is een encyclopedisch werk over allerhande oudheden in dialoogvorm. Dit werk is bijzonder belangrijk om zijn citaten uit oudere Griekse literaire teksten die nergens anders zijn overgeleverd.
In vijftien boeken worden volgende thema's behandeld:
- Boek I: de gastronomische literatuur, de wijn en het voedsel in de werken van Homerus;
- Boeken II en III: hors-d'oeuvre en brood
- Boek IV: organisatie van een maal en muziek
- Boek V: luxe en uiterlijk vertoon
- Boek VI: parasieten en vleierij
- Boeken VII en VIII: vis
- Boek IX: vlees en gevogelte
- Boek X: gulzigheid, wijn
- Boek XI: bekers
- Boek XII: sociale conventies
- Boek XIII: liefde
- Boek XIV: muziek, desserten
- Boek XV: kronen en parfums

## Uitgaves[1]
De eerste gedrukte uitgave van Deipnosophistae was die van Aldus Manutius in 1514 samen met de Kretenzer Marcus Musurus, die werd gevolgd door een uitgave met Latijnse vertaling door Isaac Casaubon (Genève, 1597). Maar het was de kritische uitgave met Latijnse vertaling van de Franse classicus Johann Schweighäuser (14 delen, Straatsburg, 1801-1807), waarop latere uitgaves zouden voortbouwen.